# Kedeigne
Kejëny (Kedeigne) est une tribu qui se trouve au sud de l'île de Lifou dont le chef-lieu est We, en Nouvelle-Calédonie. Elle dépend donc administrativement de la commune de Lifou.  
Faisant partie de la grande chefferie de Lössi, Kejënyi est composée de trois chefferies : Kejënyi (Wahnyamala), Hnanë (Wazizi) et Trongazo (Sasali).
Comme dans tout tribu océanienne, chaque chefferie est composée de plusieurs clans, qui jouent certes des rôles différents mais qui ont leur importance au bon fonctionnement de la chefferie.
La tribu est aussi appelée par son surnom « Ladran » en référence à la LMS (London Missionary Society), une société formée par des missionnaires protestants (réf: la course au cloche). Géographiquement bien constituée, la tribu est divisée en quatre parties, qui sont des quartiers, Roumany (au nord), Laudr (à l'ouest), Ryostars (au sud) et Los (à l'est). Ces quatre entités forment « Roularilos », la deuxième appellation phare, de la tribu.

## Histoire
La tribu coutumièrement ne dépend pas du district de Lôssi. En effet, juste après l'arrivée de l'évangile à Mou en 1842, mis à part les quelques flux d'échanges et la circulation des personnes, la tribu est indépendante, chaque grand clan a organisé ses domaines selon sa propre organisation. C'est ainsi que vers 1848, le grand chef de Lôssi décida d'envahir la tribu, c'était la bataille de Hnawetr, une bataille d'une extrême intensité tant les deux parties belligérantes avaient dans leurs lignes de grands noms de guerriers à l'exemple de Sinamolê (clan sasali) pour la tribu de Kejêny et les Lue gop pour le district de Lôssi. Cette confrontation s'est soldée par une lourde défaite du grand chef. La preuve, Kejêny en langue miny (lifou parlé ancien) signifie Nôj ka catr (peuple solide). Ces faits historiques, on les danse encore dans la danse guerrière du bua. 
Les quelques vers du chant de Fehoa de la tribu voisine (Hmelek) nous rappellent encore cette bataille encore mal connue de la population. À savoir aussi que plusieurs chants et danses de la tribu qui racontent en détail cette bataille ont été oubliés, car jugés incitateur au trouble et à la menace de la paix par les missionnaires. Aujourd'hui, malgré tout, la hache de guerre est enterrée, et la tribu relève du district de Lôssi.

## Données générales
La tribu possède :
- deux grandes maisons communes ;
- un terrain de foot avec éclairage[5] ;
- un terrain de pétanque avec éclairage[6] ;
- un terrain de volley avec éclairage ;
- un plateau sportif ;
- un temple et un Eika (paroisse protestante) ;
- un magasin Hmazun Coopérative situé au centre de la tribu  ;Horaires d'ouverture :Lundi au samedi de 7h30 à 11h30 et de 14h30 à 18h30. Dimanche de 7h30 à 11h30.
- une cabine téléphonique ;
- un éclairage public permanent ;
- une école primaire privée avec cantine ;
- une station de distribution d'eau potable ;
- un cimetière ;
- un micro-organisme tribal très actif : (amical, paroisse, diverses associations, APE...).

## Population
Il y a environ 1 200 habitants qui composent cette tribu, dont 70 % sont des jeunes.
Le niveau de scolarisation y est très élevé (l'un des plus élevés dans les îles Loyautés). La population y est encore largement ancrée dans la production et l'alimentation vivrière.

## Sport
L'organisation sportive est centralisée par une seule entité, le Club Omnisports de Trio-sport. Au sein de cette entité, il y a le volley (fille), criket (fille), pétanque (fille/garçon) et le football (garçon). Cette dernière discipline reste le sport par excellence, d'où sont sortis quelques grands noms footballistiques de la Nouvelle-Calédonie, à l'exemple de Luther Wahnyamalla, Jacques Haeko, etc. Les couleurs sportives du club sont le vert/noir.
En 2016, l'équipe première de Trio-sport foot (homme), remporte son premier titre, en tant que champion de Lifou 2016 et en novembre 2017, Trio devient champion des îles en battant Wacaele au stade de Laroche (île de Maré) sur le score de 5 but à 1.
L'année 2018, est une première pour le club, qui intègre la super ligue, l'élite du football calédonien.

## Culture

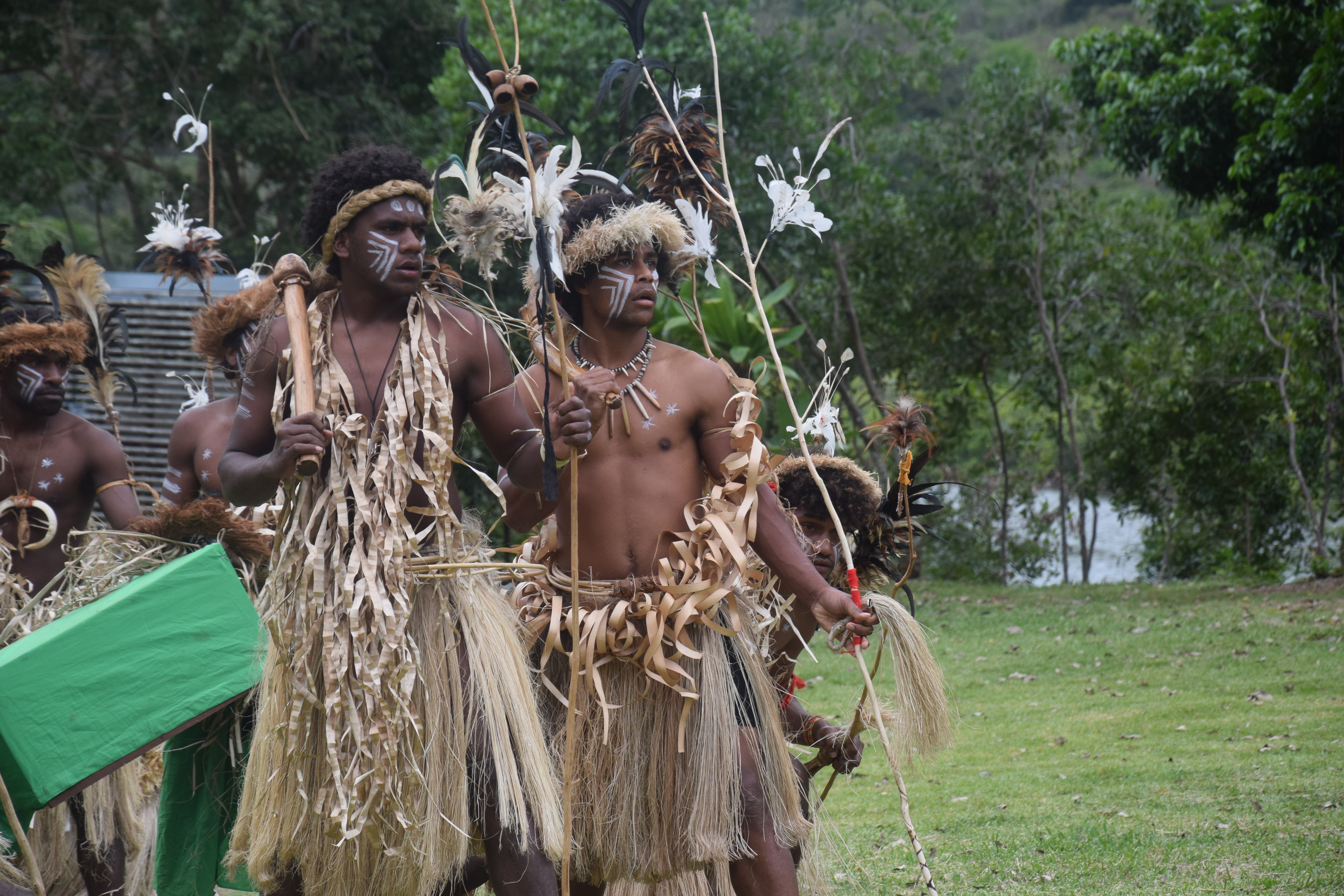
Festival waan-dance, ci-dessus des guerriers de la tribu exécutent la danse guerrière du BUA (septembre 2015) au centre culturel Tjibaou.

La tribu est aussi connue pour sa danse traditionnelle, la danse guerrière du BUA, c'est une danse exclusivement masculine, qui a été offerte à la grande Chefferie de Mou, qui est actuellement le propriétaire.
Deux associations, ont été créées et ont pour mission la sauvegarde, la préservation et la transmission de cette danse :
- l'association Cangônepa qui siège à Lifou (créée en 1999 par la volonté des trois petits chefs) ;
- l'association]Bua-kedeigne qui siège à Nouméa[8].

Le Bua est une danse guerrière de la tribu de kejêny. C'est une danse qui exalte, une danse qui fait peur, et c'est une danse qui incite à la guerre. Elle était dansée soit avant une bataille, dans ce cas, elle avait un effet d’anesthésiant-psychique (qui annule toute sensation de peur et de douleur) ou après une victoire, autour d'un feu, les guerriers de retour, mimaient les faits et surtout les gestes qu'ils avaient employés pour tuer un ennemi devant ceux qui étaient restés (la tribu : les femmes, les vieux, les enfants,...) qui pouvaient à travers cette danse mesurer, l'ampleur de la bataille. Depuis l'arrivée des missionnaires (évangélistes) au XIXe siècle, la pratique de cette danse fut interdite car réputée sauvage et incitatrice à la violence, donc trouble à l'ordre public. Ce fut le cas pour la plupart des danses et chants kanaks. Nombre de ces traditions disparurent ou se trouvèrent modifiées de leurs contextes originaux. Le Bua malgré ces bouleversements, réussit in extremis à se reformer grâce aux anciennes générations qui ont transmis oralement les « couleurs du Bua ». Depuis quelques années, un très grand travail de reconstitution fut sur table, ce qui permit par la suite, la création (aujourd'hui) de deux associations de sauvegarde et préservation du patrimoine de la tribu de Kejêny, Cangönepa (Lifou) et Bua-Kedeigne (Nouméa).   
L'association Cangônepa, à presque fait le tour du monde,avec des prestations culturelles haut de gamme, aussi bien dans les iles du pacifique (Fidji, Vanuatu, îles Salomon, PNG, Tahiti, ...) en Europe (France) et sur le continent américain (Martinique).
L'association Bua-Kedeigne, a quant-à-elle effectué son premier voyage international ce 11 juillet 2019 pour le pacifik-exposition organisé par la république indonésienne en partenariat avec le gouvernement calédonien. Cet événement culturel de grande envergure s'est déroulé sur la ville d’Auckland en Nouvelle-Zélande.   
Cette association regroupe tous les jeunes de Kedeigne sur Nouméa pour les encourager à pratiquer cet danse dans les rencontres sportives et culturelles et  aide beaucoup la jeunesse qui arrive sur la capitale notamment dans le domaine scolaire pour les fournitures.   
Hnasisa :
Cette fête culturelle incontournable regroupe tous les agriculteurs de la tribu pour vendre leurs produits de la terre à des prix réduits pour les iliens , elle a lieu courant fin Novembre au centre de la tribu avec différentes animations .   
Des groupes musicaux viennent s'ajouter à la renommée de la tribu :
- Shamadra[10] (avec trois albums) d'une connotation forte à la lutte pour l'indépendance.
- Relative[11] (avec deux albums) une mélodie envoûteuse qui marque un rythme plus traditionnel.
- Darel, (un premier album) un style de folk-traditionnel.
- d'autres artistes sont également à retenir, à l'exemple de Jean-Pierre Swan[12], un des premiers chroniqueurs du style Kaneka-folk. Il avait eu la chance auparavant de rencontrer Francis Cabrel, dont il s'est largement inspiré.

Une des spécialités qui fait la fierté de la tribu, est une recette assez originale, le bougna au serpent. Tout comme la danse du bua, le bougna au serpent est aussi une référence identitaire propre à cette tribu. 

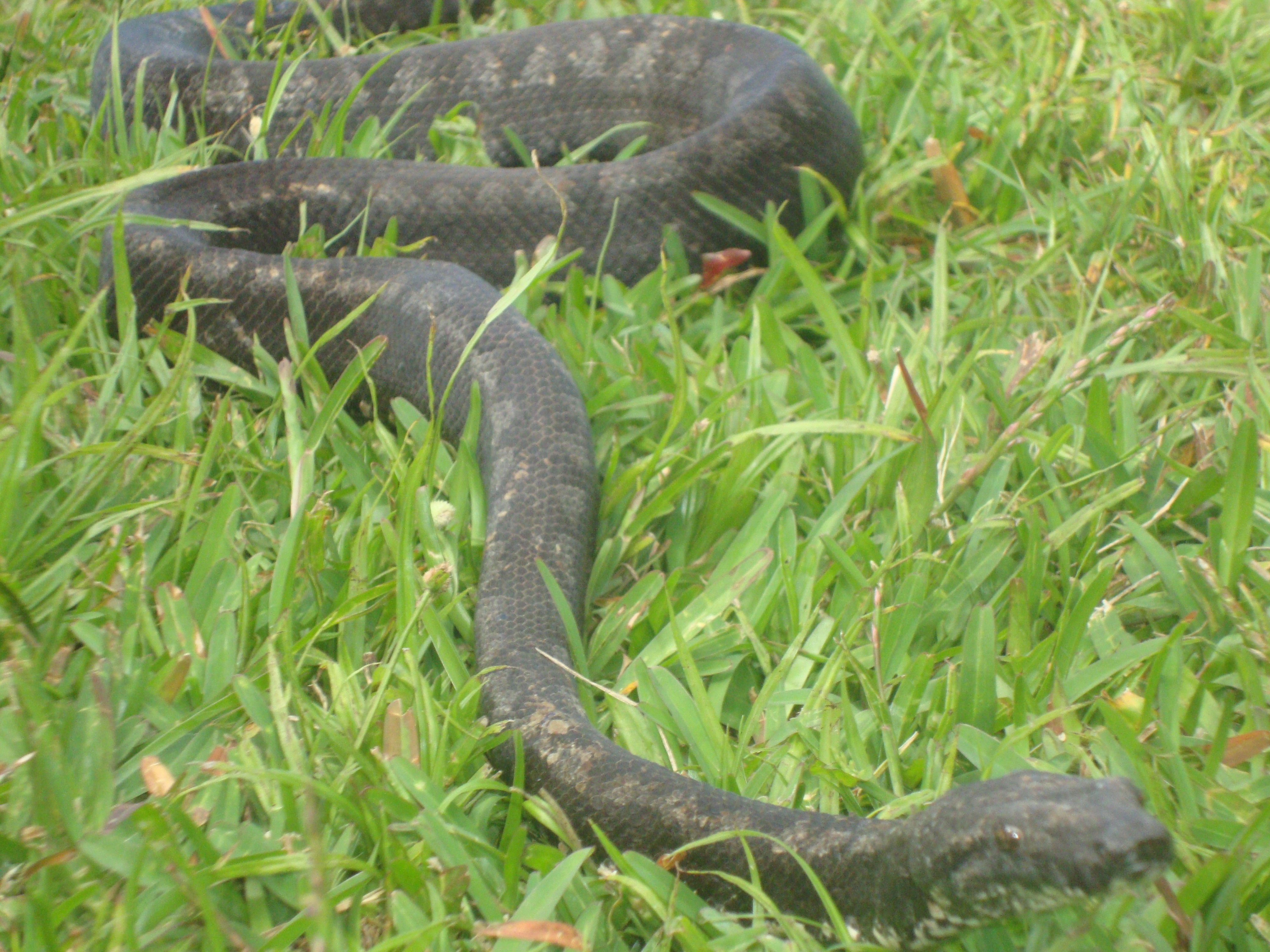
Le Boa de Lifou, animal emblématique de la tribu.

Ainsi, ce même animal, le serpent, est l'animal emblématique de la tribu.
- La devise : « Sisitria la kuca hune la qaja tha loikô troa kuca hi ngo loi fe troa ajan », en version simplifiée « qaja kuca » (« il faut rendre acte les paroles »).
- L'Hymne national tribal : « nyipici la ihnimi akôtresie » (« l'amour de dieu est réel »).

La tribu possède aussi une particularité au niveau des rapports sociaux, puisqu'elle a inventé un jeu (vers les années 1960), qui ne se pratique que par la tribu elle-même. D'autres tribus, même voisines ne le pratiquent pas, pour la simple et bonne raison, elles ignorent l'existence de ce jeu, c'est un jeu identitaire propre à la tribu. Ce jeu, se nomme Norma en langue drehu (Lifou) iketrihe (Toucher la tête). C'est un jeu très brutal, dangereux et combatif qui se joue plus particulièrement dans la forêt, où deux camps s'affrontent. Le groupe gagnant sera celui qui aura capturé et mis en prison (sorte de barricade surélevée en bois taillé en lance pointue, bourrée de pièges allant des bouts de verre pointus aux amas de pierres suspendus dans les arbres, en passant par d'énormes feux autour de cette barricade, et tant d'autres encore,...) tous les membres du groupe adverse. Pour cela, il suffit juste de toucher la tête à son adversaire. La fin de ce jeu donne toujours à de violent combat entre les différents groupes, et aussi beaucoup de blessés (les yeux crevés, les jambes criblées par les bouts de verre, les cuisses percées par les lances pointues,....). Un jeu, certes réputé dangereux mais qui fait la fierté, car tout comme le Bua, c'est aussi un élément identitaire. Aujourd'hui ce jeu est devenu rare, les nouvelles générations préfèrent le football, le volley,... et si par hasard il venait à être pratiqué, il n'a pas plus la même intensité qu'avant. Malgré tout, il existe toujours.

## L'argon parlé et citation de la tribu
- Goi image : sentiment de honte par rapport aux faits.
- Ame la nekôtrahmany hne kejêny ka tha fia bua, ke tha nekôi atre kejêny kô : (un garçon de Kejêny ne sachant pas danser le Bua, n'est pas de Kejêny)
- Hnei xaca : se dit d'une personne qui ne vaut rien, inutile, bon à rien. (le vrai sens)
- kolo topik goi drai : ne perds pas ton temps, c'est pas grave,
- Ketre ju lai : ramener quelqu'un à la raison.
- Xome ceitun me camarade de classe : Prendre quelqu'un pour un enfant, se faire rabaisser.
- Ame la kola ithanata la hnenge un ame la hanekôi wanaak pêkô nyi mejen : quand les grands parlent, les petits se taisent.
- Atre kejenyi eô? waja pi hê! : es-tu de Kejeny? danse (le bua) aujourd’hui!
- Eashê traqa hatre-mit, eashê tro hatre-mit : on nait vert/noir, on meurt vert/noir
- Une personne de Kejeny qui ne mange pas de serpent, n'est pas de Kejeny
- E tro shê gagni kejêny, e tro shê pérédi kejêny, aqan troa melên la kejêny : victoire ou défaite, on est et on sera toujours de Kejêny
- Ydreuth : rassemblement, délire ambiance de masse.
- Traaper évenema : se tromper d’événement, hors-sujet, hors contexte.